# Општина Обога (Олт)
Обога (рум. Oboga) општина је у Румунији у округу Олт.
Oпштина се налази на надморској висини од 147 m.